# Eurovision Young Dancers 1989
Het Eurovision Young Dancers 1989 was de derde editie van het dansfestival en werd op 28 juni 1989 gehouden in het Palais des Congrès in Parijs. Het was de eerste dat Frankrijk het dansfestival organiseerde.

## Deelnemende landen
Zeventien landen namen aan deze editie van het Eurovision Young Dancers deel. Cyprus en Portugal namen voor het eerst deel.

## Jury
Roland Petit
 Frank Andersen
/ Paolo Bortoluzzi
/ Oscar Araiz
 Igor Eisner
 John Neumeier
 Ekaterina Maximova
 Heinz Spoerli
 Vladimir Vasiliev

## Overzicht

### Halve finale
| Land                | Artiest                      | Resultaat      |
| ------------------- | ---------------------------- | -------------- |
| België              | Géraldine Boussart           | gekwalificeerd |
| Canada              | Cherice Barton               | uit            |
| Cyprus              | Hélène O'Keefe               | uit            |
| Denemarken          | Rachel Hester & Martin Vedel | gekwalificeerd |
| Finland             | Petri Toivanen               | gekwalificeerd |
| Frankrijk           | Agnès Letestu                | gekwalificeerd |
| Italië              | Danilo Mazzota               | uit            |
| Joegoslavië         | Dino Baksa                   | uit            |
| Nederland           | Gaby Baars & Léon Pronk      | gekwalificeerd |
| Noorwegen           | Hilde Olsen                  | uit            |
| Oostenrijk          | Jürgen Wagner                | uit            |
| Portugal            | Ana Lacerda                  | uit            |
| Spanje              | María Giménez & Igor Yebra   | gekwalificeerd |
| Verenigd Koninkrijk | Tetsuya Kumakawa             | gekwalificeerd |
| West-Duitsland      | Patrick Becker               | gekwalificeerd |
| Zweden              | Marie Lindqvist              | gekwalificeerd |
| Zwitserland         | Christina McDermott          | gekwalificeerd |

### Finale
| Plaats | Land                | Artiest                      |
| ------ | ------------------- | ---------------------------- |
| 1      | Frankrijk           | Agnès Letestu                |
| 1      | Verenigd Koninkrijk | Tetsuya Kumakawa             |
| -      | België              | Géraldine Boussart           |
| -      | Denemarken          | Rachel Hester & Martin Vedel |
| -      | Finland             | Petri Toivanen               |
| -      | Nederland           | Gaby Baars & Léon Pronk      |
| -      | Spanje              | María Giménez & Igor Yebra   |
| -      | West-Duitsland      | Patrick Becker               |
| -      | Zweden              | Marie Lindqvist              |
| -      | Zwitserland         | Christina McDermott          |

## Wijzigingen

Deelnemende landen
Landen die zich niet voor de finale kwalificeerden

### Debuterende landen
- Cyprus
- Portugal